# Leonel Gancedo
Leonel Fernando Gancedo (Buenos Aires, 23 de enero de 1971) conocido como el Pipa Gancedo, es un exfutbolista y entrenador argentino.

## Trayectoria

### Jugador
Surgido de la prolífica cantera de Argentinos Juniors, debutó el 14 de abril de 1991 contra Independiente (1-1). En el club de La Paternal permaneció desde 1991 hasta 1995 y convirtió 18 goles, entre los que se destacan los dos tantos convertidos a Carlos Fernando "El Mono" Navarro Montoya, en la victoria de su equipó contra Boca Juniors por tres tantos contra uno. 
Luego fue traspasado a River, donde jugó desde 1996 hasta el 2000. Allí ganó todos sus títulos (Apertura 96, 97, 99; Clausura 97; Supercopa 97 y Clausura 2000) y si bien arrancó como suplente, el técnico Ramón Ángel Díaz le dio la continuidad necesaria para que explotase todo su potencial y demostrara su capacidad para adaptarse a diversas posiciones del mediocampo, su fina técnica y un potente remate de media distancia. En el club de Núñez se convirtió en un jugador muy querido por su gente. Convirtió su primer gol en River después de tres años de estadía, en la contundente victoria 8 a 0 sobre Gimnasia y Esgrima de Jujuy. Allí, con un toque cargado de talento, batió al portero Hernán Castellano. Por la radio "Lito" Costa Febre hablaría de la "galera y el bastón del pipa" y en fútbol de primera, Alejandro Frabbri se referiría a la "calidad desde la cuna" del Pipa.[cita requerida]
Sus actuaciones lo llevaron al fútbol europeo, al que se marchó para militar en las filas de Osasuna entre 2000 y 2003, hasta su pase al Real Murcia, club en el cual disputó la temporada 2003-2004. En Osasuna fue un jugador clave y dio muestras de su gran calidad. Hoy en día los aficionados "rojillos" todavía le recuerdan. Le convirtió un gol al FC Barcelona y, en un partido contra estos mismos en Pamplona, lideró al equipo para conseguir una histórica victoria. De todos modos, más allá del cariño de la gente, en su paso por Europa no cosechó ningún título.
Tras un período con el pase en su poder, retornó al fútbol argentino para jugar en Huracán de Tres Arroyos en 2004, pero recién fue habilitado para ello al año siguiente. Durante el primer semestre de 2006 tuvo un fugaz paso por el América de Cali colombiano, al que renunció para retornar a la Argentina con su familia.
Nuevamente pasó seis meses en libertad de acción, entrenando en el CEFAR (Centro de Entrenamiento para Futbolistas de Alto Rendimiento) junto a otros jugadores libres y en enero de 2007 firmó con el Deportivo Morón, donde jugaría cuatro meses.
Estuvo un tiempo en el River Plate de Puerto Rico en 2008, haciendo labores de jugador-entrenador, con el ánimo de hacerse cargo del equipo una vez ascendiera a la liga USL 1, la segunda división del fútbol estadounidense.
En enero de 2013, con 42 años de edad, volvió a jugar en una competición oficial, la zona 74 del Argentino C, como miembro del Deportivo Independiente, un club de la localidad bonaerense de Monte. Más de cuatro años después, en noviembre de 2017, reapareció en el fútbol competitivo como jugador del CSD Martín Rodríguez de la Liga Lujanense de Fútbol.

### Entrenador
En enero de 2012 asumió la conducción de la CAI de Comodoro Rivadavia, club que en ese momento militaba en el Torneo Argentino A. Sin embargo en marzo de ese año renunció a su puesto, habiendo registrado 3 empates y 4 derrotas con su equipo.
Entre 2013 y 2016 se desempeñó como secretario del Departamento de Fútbol Juvenil y Amateur del Club Atlético River Plate.
Regresó a la actividad en el 2018 como jugador-entrenador del FC Encamp en la primera división de Andorra. Dejó el club a comienzos de enero de 2019, habiendo jugado 3 partidos. 
A comienzos de 2020 estuvo involucrado en el intento de compra del club Gimnástica Segoviana, reservándose para si el cargo de entrenador. Sin embargo el inició de la pandemia de COVID-19 lo terminó haciendo desistir de la idea. 
En 2023 fue designado como entrenador del primer equipo de la U. D. Lanzarote club de la Tercera Federación de España donde permaneció en el cargo tan solo por 4 meses, dejándole el cargo a Nazareno Brindisi, hijo de Miguel Brindisi.

## Clubes
| Club                       | País        | Año       |
| -------------------------- | ----------- | --------- |
| Argentinos Juniors         | Argentina   | 1990–1996 |
| River Plate                | Argentina   | 1996–2000 |
| Osasuna                    | España      | 2000-2003 |
| Real Murcia                | España      | 2003-2004 |
| Huracán de Tres Arroyos    | Argentina   | 2005-2006 |
| América de Cali            | Colombia    | 2006      |
| Deportivo Morón            | Argentina   | 2007      |
| River Plate de Puerto Rico | Puerto Rico | 2008      |
| Independiente de Monte     | Argentina   | 2013      |
| CSD Martín Rodríguez       | Argentina   | 2017      |
| FC Encamp                  | Andorra     | 2018      |

## Palmarés

### Torneos nacionales
| Título           | Club                       | País        | Año    |
| ---------------- | -------------------------- | ----------- | ------ |
| Primera División | River Plate                | Argentina   | A-1996 |
| Primera División | River Plate                | Argentina   | C-1997 |
| Primera División | River Plate                | Argentina   | A-1997 |
| Primera División | River Plate                | Argentina   | A-1999 |
| Primera División | River Plate                | Argentina   | C-2000 |
| Premier League   | River Plate de Puerto Rico | Puerto Rico | 2008   |

### Torneos internacionales
| Título                 | Club        | País      | Año  |
| ---------------------- | ----------- | --------- | ---- |
| Copa Libertadores      | River Plate | Argentina | 1996 |
| Supercopa Sudamericana | River Plate | Argentina | 1997 |

## Vida privada
Gancedo es un cristiano evangélico practicante, habiéndose convertido a esa religión en 1994 por influencia de la organización Atletas de Cristo. Desde 2009 coordina el proyecto social Ángeles Unidos en el partido de Merlo, Buenos Aires, el cual tiene el objetivo de contribuir con el desarrollo comunitario y evangelizar a los jóvenes de la zona. Asimismo Gancedo auspicia un equipo de fútbol, Ángeles Unidos Fútbol Club, el cual ha competido en la Liga Lujanense de Fútbol.
Es padre del futbolista Tomás Gancedo, con quien jugó en su paso por el FC Encamp de Andorra.